# Gabler (Alpi Aurine)
Gabler är en bergstopp i Österrike.   Den ligger i distriktet Zell am See och förbundslandet Salzburg, i den centrala delen av landet, 300 km väster om huvudstaden Wien. Toppen på Gabler är 3 263 meter över havet, eller 971 meter över den omgivande terrängen. Bredden vid basen är 20,7 km.
Terrängen runt Gabler är huvudsakligen bergig. Trakten är glest befolkad. Närmaste större samhälle är Mayrhofen, 18,9 km väster om Gabler. 